# Уено Масае
Уено Масае  (яп. 上野 雅恵, 17 січня 1979) — японська дзюдоїстка, олімпійська чемпіонка.

## Виступи на Олімпіадах
| Олімпіада   | Дисципліна        | Місце |
| ----------- | ----------------- | ----- |
| Сідней 2000 | середня категорія | 9T    |
| Афіни 2004  | середня категорія | 1     |
| Пекін 2008  | середня категорія | 1     |